# Kelly Brena
Kelly Brena là một cầu thủ bóng đá quốc tế Martinique chơi ở vị trí tiền đạo.